# Atelier parisien d'urbanisme
 (août 2015).
L'Atelier parisien d'urbanisme (Apur) est une agence d'urbanisme ayant le statut d'association à but non lucratif (association loi de 1901). Située dans le 13e arrondissement de Paris, son objet social est l'étude et le dialogue avec les institutions publiques et acteurs territoriaux de Paris et de la Métropole du Grand Paris sur les sujets liés aux évolutions urbaines et sociétales, et la participation à la définition des politiques publiques d'aménagement et de développement local de ces territoires.

## Membres
Créée le 3 juillet 1967 par le Conseil de Paris, l'Apur est une association à but non lucratif (loi de 1901) réunissant vingt-neuf partenaires institutionnels adhérents.

### Structures adhérentes
Les 29 partenaires adhérents de l'agence sont les suivants :
- La Ville de Paris
- L’État
- La Métropole du Grand Paris
- La Société des Grands Projets (SGP, ex-Société du Grand Paris)
- La Chambre de commerce et d'industrie départementale de Paris, rattachée à la CCI Paris-Île-de-France
- La Régie autonome des transports parisiens (RATP)
- Le territoire Plaine Commune (T6)
- Le territoire Terres d'Envol (T7)
- Le territoire Est Ensemble (T8)
- Le territoire Grand Paris Grand Est (T9)
- Le territoire Paris Est Marne&Bois (T10)
- Le territoire Grand-Orly Seine Bièvre (T12)
- Le Syndicat interdépartemental pour l'assainissement de l'agglomération parisienne (SIAAP)
- Le Syndicat intercommunal de la périphérie de Paris pour les énergies et les réseaux de communication (SIPPEREC)
- Le Syndicat intercommunal pour le gaz et l’électricité en Ile-de-France (SIGEIF)
- Le Syndicat intercommunal de collecte et de traitement des ordures ménagères (SYCTOM)
- L'Assistance publique - Hôpitaux de Paris (APHP)
- Île-de-France Mobilités (anciennement Stif - Syndicat des transports d'Île-de-France)
- La Caisse des dépôts et consignations (CDC)
- Eau de Paris
- L'Établissement public d'aménagement universitaire de la région Île-de-France (EPAURIF)
- Grand Paris Aménagement
- Paris Habitat, l’un des trois principaux bailleurs sociaux de la Ville de Paris, aux côtés de la Régie immobilière de la Ville de Paris (RIVP) et Elogie Siemp
- HAROPA Port
- SNCF Immobilier
- CD 93 - Seine-Saint-Denis
- Paris La Défense
- VNF - Voies navigables de France
- EPFIF - Établissement public foncier d'Île-de-France

### Organisation
Au 1er janvier 2024, l’Apur comptait 73 salariés, composant des équipes pluridisciplinaires :
- des chargés d’études (architectes, ingénieurs, économistes, géographes, sociologues, démographes, cartographes) ;
- des spécialistes SIG et des bases de données, géomaticiens et statisticiens ;
- des professionnels travaillant au sein de services de documentation, d'édition et de communication ;
- des professionnels travaillant au sein de services administratifs (ressources humaines, comptabilité, secrétariat, etc.).

## Activités
L’Apur a pour missions de documenter, analyser et développer des stratégies prospectives concernant les évolutions urbaines et sociétales à Paris et dans la Métropole du Grand Paris. À ce titre, l’agence est :
- Un outil au service des politiques publiques d'aménagement et de développement local aux échelles parisienne et métropolitaine ;
- Une structure de conseil dans la mise en place des compétences de la Métropole du Grand Paris telles que définies dans la loi Maptam, et de celles de ses communes et collectivités membres ;
- Une plateforme d’échange, de diffusion et de construction de données et expertises communes, auprès de tous les acteurs de Paris et de la Métropole du Grand Paris (syndicats techniques, établissements publics, collectivités, citoyens, etc.).

Ses missions sont déclinées chaque année par l'adoption en assemblée générale d'un programme de travail partenarial détaillant l'ensemble des études, observatoires et traitements de données que l'Apur a pour mission de réaliser et de porter à connaissance de ses administrateurs et du public.
Le programme de travail de l'Atelier s’organise autour de 4 grandes familles de travaux pour 2025-2026 :
- Documenter et analyser les mutations de la Métropole du Grand Paris,
- Participer à la définition de ses politiques publiques d’aménagement et aux projets d'échelle métropolitaine,
- Engager et développer des études prospectives,
- Produire et partager une culture métropolitaine à l'échelle du Grand Paris.

L'Apur mène également des activités à l'international, principalement sous forme de coopérations décentralisées et de contrats. 
La majorité de ces travaux, hormis ceux des observatoires destinés aux partenaires institutionnels, est accessible au grand public sur le site internet de l’agence. Un grand nombre de données est également mis à disposition sur la plateforme open data de l’Apur.